# Phoneutria
Phoneutria (Nhện lang thang Brasil) là một chi nhện trong họ Ctenidae. Có tám loài, tất cả đều rất hung hăng có nọc độc có độc tính cao. Tất cả các loài đều sinh sống ở một số khu vực Trung và Nam Mỹ. Loài ở châu Âu có thể là loài du nhập..
Trong ấn bản Sách Kỷ lục Guinness 2012, loài nhện này được xếp hạng là nhện độc nhất thế giới. Một số loài có nọc độc của loài nhện này ít có khả năng để tấn công một con người, và cuốn sách kỉ lục thế giới thực sự nói rằng mặc dù các con nhện lang thang Brasil là nhện độc hại nhất, nhiều cái chết thực sự xảy ra do bị nhện góa phụ đen và nhện nâu ẩn dật nhện cắn, do hiếm có trường hợp nhện lang thang thực sự cắn bất cứ ai.</ref>

## Các loài
- Phoneutria bahiensis Simó & Brescovit, 2001 — Atlantische regenwouden van Brasil.
- Phoneutria boliviensis (F. O. Pickard-Cambridge, 1897) — Midden- và Zuid-Amerika.
- Phoneutria eickstedtae Martins & Bertani, 2007 — Brasil.
- Phoneutria fera Perty, 1833 — Ecuador, Peru, Brasil, Suriname, Guyana.
- Phoneutria keyserlingi (F. O. Pickard-Cambridge, 1897) — Atlantische regenwouden van Brasil.
- Phoneutria nigriventer (Keyserling, 1891) — Brasil, noordelijk Argentina; geïntroduceerd năm Uruguay.
- Phoneutria pertyi (F. O. Pickard-Cambridge, 1897) — Atlantische regenwouden van Brasil.
- Phoneutria reidyi (F. O. Pickard-Cambridge, 1897) — Venezuela, Peru, Brasil, Guyana, Costa Rica.